# Vladimir Đilas
Vladimir Đilas (serbisch-kyrillisch Владимир Ђилас; * 3. März 1983 in Belgrad) ist ein serbischer Fußballspieler.

## Karriere
Vladimir Đilas begann seine Karriere beim serbischen Verein FK Bežanija, von wo er 2003 nach Mazedonien zum FK Bregalnica Štip wechselte. Nach drei Jahren ging er nach Bulgarien zu Marek Dupniza und Lokomotive Sofia. 2009 kehrte er in sein Heimatland zum FK Jagodina zurück. 2011 wurde er vom kasachischen Erstligisten FK Aqtöbe verpflichtet, den er nach nur einem halben Jahr Richtung des Ligakonkurrenten Ordabassy Schymkent verließ. Auch in Griechenland und Bosnien-Herzegowina stand er später unter Vertrag. Seit 2016 ist er im serbischen Fußball aktiv und konnte mit dem FK Partizan Belgrad in der Saison 2016/17 die Meisterschaft feiern. Momentan spielt er 2022/23 für den Amateurverein FK Prva Iskra Baric.

## Erfolge
- Serbischer Meister: 2017